# Karl August Wittfogel
Karl August Wittfogel, né à Woltersdorf en Allemagne le 6 septembre 1896 et mort à New York aux États-Unis le 25 mai 1988, est un historien de la Chine, qui fut communiste puis conservateur. Il est l'auteur du Despotisme oriental (en), ouvrage qui a suscité des débats importants.

## Biographie

### Allemagne
Fils d'un pasteur luthérien, Karl August Wittfogel est né le 6 septembre 1896 à Woltersdorf, dans la province de Hanovre (Basse-Saxe). Avant la première guerre mondiale, il est actif dans le mouvement Wandervogel dont il dirige le groupe de Lunebourg.  Il commence à étudier la sinologie à Leipzig en 1914, avant d'être incorporé en 1917 dans le service de transmissions de l'armée allemande. Après la guerre, il devient militant du Parti social-démocrate indépendant, dont il crée la branche locale à Lunebourg. Puis, lors de la fusion en 1920, il rejoint le Parti communiste d'Allemagne. Wittfogel écrit alors ses premiers articles politiques, mais aussi des pièces de théâtre qui eurent un certain succès international, notamment Rote Soldaten (Soldats rouges), Der Mann der eine Idee hat (L'Homme qui avait eu une idée), Die Mutter, Der Fluchtling (La mère, le réfugié), et Wer ist der Dummste? (Qui est le plus fou ?). On lui proposa la direction de la Volksbühne (la scène du peuple) à Berlin, qu'il déclina.
Sa rencontre avec Karl Korsch, en 1920, lui vaut d’être invité trois ans plus tard à la conférence de lancement de l’Institut pour la recherche sociale. La même année, il devient professeur de lycée à Tinz, tout en poursuivant ses études à Frankfort sous la direction de Carl Grünberg, directeur de l'Institut pour la recherche sociale, c'est-à-dire de l'École de Francfort. En 1921, il épouse Rose Schlesinger, la bibliothécaire de l'Institut. Il participera aux travaux de la célèbre école de 1925 à 1933. Dès 1926, il commence à publier ses travaux sur les structures politiques de la Chine ancienne, Das erwachende China (Le réveil de la Chine), et soutient sa thèse d'économie en 1928. Dès cette époque, il s'intéresse au rôle du contrôle des installations hydrauliques dans la naissance de la bureaucratie chinoise. 
Wittfogel considérait que les facteurs géographiques jouaient un rôle secondaire dans la détermination des structures sociales. Dans son étude Géopolitique, matérialisme géographique et marxisme, il critiquait à la fois les théories qui leur assignaient un rôle déterminant, et ceux qui considéraient que Marx n’avait pas étudié réellement le rôle de la nature dans le développement social. En 1931, Wittfogel publia Économie et société en Chine. Puis il délaissa quelque temps la recherche pour se consacrer à la lutte contre le nazisme. 
Lors de la prise du pouvoir d’Hitler, il tente de s’enfuir par la Suisse, ce qui lui vaut d'être interné en camp de concentration en 1933. Libéré grâce à une campagne internationale de soutien, il rejoint les États-Unis en 1934. 

### États-Unis
Il y poursuit sa carrière universitaire à l'université Columbia (New York), où il restera jusqu'en 1966. De  1935 à 1939, il voyage régulièrement en Chine pour ses recherches. En 1939, il prend la nationalité américaine. Parmi ses travaux, il publie avec Feng Chia-sheng un travail exhaustif sur la dynastie Liao (907-1125) 
En 1957, Wittfogel publie son œuvre majeure, Le Despotisme oriental (Oriental Despotism: A Comparative Study of Total Power). Dans ce livre célèbre, Wittfogel examine, avec une grande érudition, ses caractéristiques économiques et sociales. Il propose de voir dans l'organisation centralisée des grands travaux hydrauliques le fondement social du « despotisme oriental », catégorie qu'il applique non seulement aux sociétés hydrauliques anciennes, mais aussi à l'Union soviétique de Joseph Staline. Son analyse s'appuie sur la notion de mode de production asiatique développée par Karl Marx. Elle suscite et réactive rapidement un débat à l'échelle internationale sur ce mode de production. Dans les pays de l'Est, elle sert d'appui à une critique de la bureaucratie. 
Le Despotisme oriental fut publié en France par Les Éditions de minuit, avec une préface de Pierre Vidal-Naquet. Wittfogel exprima par la suite son désaccord avec la façon dont l'historien français exposait ses conceptions. Au XXIe siècle les idées développées dans Le Despotisme oriental sont discutées par la communauté scientifique.
Après l'écriture du Despotisme oriental, qui est encore marqué par la formation marxiste, Wittfogel évolua jusqu'à devenir, par opposition au système stalinien, l'un des inspirateurs du courant néo-conservateur américain. Son trajet est donc proche de celui de James Burnham, auquel il emprunte l'analyse de la société directoriale.